# Bye Bye Bye
 "Bye Bye Bye" é uma música da boy band americana NSYNC.  Foi lançado em 11 de janeiro de 2000 como o single principal de seu terceiro álbum de estúdio No Strings Attached .  A canção foi escrita e produzida por Kristian Lundin e Jake Schulze, com escrita adicional de Andreas Carlsson.  Sua letra descreve o fim de um relacionamento romântico; também é uma referência à separação do grupo de seu gerente Lou Pearlman e sua gravadora, RCA Records.
"Bye Bye Bye" foi um sucesso comercial, alcançando o número 4 na Billboard Hot 100 e o top 10 em quase todos países que foi lançada.  A música recebeu uma indicação ao Grammy em 2001 na categoria Record of the Year, mas perdeu para "Beautiful Day" do U2 .
Em 2024, "Bye Bye Bye" teve um ressurgimento de popularidade devido à sua inclusão numa cena no filme Deadpool & Wolverine em que Deadpool faz a coreografia da canção, chegando ao n.º 12 na UK Singles Chart e ao n.º 45 na Billboard Hot 100.

## Antecedentes
"Bye Bye Bye" foi escrito e produzido por Kristian Lundin e Jake Schulze, como parte da Cheiron Productions, com letras adicionais de Andreas Carlsson.  Lundin afirmou que foi "totalmente orientado para a produção" e "criada a partir do chute e do baixo".  A música foi originalmente planejada para ser gravada pela boy band inglesa Five, mas eles rejeitaram a música como não tinham gostado.  Antes de seu lançamento oficial em 2000, a música foi tocada no show beneficente LIFEbeat AIDS em Nova York em 1 de dezembro de 1999.

## Música e Letra
Em termos de letra, "Bye Bye Bye" descreve os desejos de um homem com dificuldades para terminar um relacionamento romântico com um outro significativo.  Durante a produção do segundo álbum do NSYNC, No Strings Attached (2000), o grupo processou seu empresário, Lou Pearlman, que eles alegavam estar roubando seus lucros. Isso trouxe alegações de que a letra também abordava a separação de Pearlman e a subsequente saída da RCA Records.

## Recepção Crítica
"Bye Bye Bye" foi recebida com críticas geralmente favoráveis de críticos de música.  Stephen Thomas Erlewine, da AllMusic, descreveu a canção como um "número de dança com o coral mais cativante que já cantaram".  Robert Christgau comentou que apresentava o "ritmo pré-fabricado mais eficiente".  Em 2015, Jason Lipshutz da revista Billboard classificou-a no terceiro lugar na lista 'Top 20 Canções essenciais de Boy Bands' que descreve a música como 'um monstro absoluto de um single.'  Também para a Billboard, em 2018, a equipe listou o single em 12º lugar na lista "As 100 Melhores Canções de Todos os Tempos", escrevendo: "É um dos hinos de separação mais decisivos da história do pop, com um movimento de dança icônico para combinar [...] a martelada de Max Martin e o gancho ecoante ajudaram No Strings Attached a ganhar platina em um dia. " A equipe da Rolling Stone classificou-a como a sexta maior música de boy band de todos os tempos, escrevendo: "continua sendo a trilha definitiva deles, uma explosão de quatro minutos de grandes ganchos, harmonias firmes e meta-subtexto intrigante."  No entanto, outro editor listou como a 17ª música mais irritante de todos os tempos em 2007.  Em 2013, Kathy Iandoli da revista Complex classificou-a como a melhor canção boy band de todos os tempos.
A música ganhou "Melhor Vídeo Pop", "Melhor Coreografia em Vídeo" e "Escolha do Espectador" no MTV Video Music Awards de 2000, o vídeo mais premiado da noite naquele ano. Também ganhou o prêmio Radio Music Radio, em 2000, como melhor canção do ano.  A música foi nomeada para "Record of the Year" e "Melhor Performance Pop por um Duo ou Grupo com Vocal" no Grammy Awards de 2001 . Outros prêmios incluem 3 Teen Choice Awards em 2000 (Choice Single, Choice Music Video e Song of the Summer), MuchMusic Video Music Award (Grupo Internacional Favorito por "Bye Bye Bye") e Blockbuster Entertainment Award 2001 (categoria Favorite Single para "Bye Bye Bye").  A música foi eleita a música por um boy band/ girl band número 1 na U Choose 40 on C4 na Nova Zelândia .

## Desempenho
"Bye Bye Bye" estreou na Billboard Hot 100 em #42, na semana de 29 de janeiro de 2000, alcançando o Top 10 na semana de 4 de março do mesmo ano.  A música permaneceu no Top 10 até 20 de maio de 2000, por 12 semanas. O single atingiu o 4º lugar em abril de 2000 por duas semanas consecutivas. No gráfico Mainstream Top 40 , a música alcançou o primeiro lugar em 4 de março de 2000 e ficou no topo do gráfico por dez semanas, tornando-se uma das músicas com maior número de semanas em primeiro lugar naquele gráfico.  A música foi o single pop mais adicionado ao rádio de todos os tempos, sendo adicionado a mais de 200 estações de rádio somente na primeira semana. O recorde foi anteriormente realizado por rivais os Backstreet Boys.  A canção foi um grande sucesso internacional, alcançando o topo das paradas na Austrália e Nova Zelândia e número 3 no Reino Unido.  Na semana de 24 de março de 2014, a música entrou novamente no New Zealand Singles Chart no número 14.

## Videoclipe

Os membros do grupo como fantoches manipulados.

O vídeo, dirigido por Wayne Isham e coreografado por Darrin Dewitt Henson, apresenta NSYNC como fantoches controlados por uma má artista (interpretada por Kim Smith). Ela corta Joey e Chris soltos primeiro, e eles correm por cima de um trem em alta velocidade, depois se escondem entre os passageiros para escapar dela.  Ela corta Justin solto próximo, e ele ultrapassa seus cães treinados através de um armazém, eventualmente escapando na chuva.  Então Lance e JC são soltos e caem em um Dodge Viper RT / 10 vermelho.  Eles se afastam dela enquanto são perseguidos por seu BMW Z3 prateado.  Tudo isso é intercalado com fotos da banda dançando em uma caixa azul com uma câmera fixa, fazendo com que pareçam estar em diferentes planos de gravidade.  A edição de vídeo da música também adiciona alguns cortes onde Justin pousa no armazém, e quando Lance e JC começam a perseguição de carro, e adiciona um refrão final adicional.
O vídeo estreou no Making the Video, da MTV, e apresenta a mesma atriz que aparece em "It's Gonna Be Me".  Ele alcançou o 1º lugar no TRL por 25 dias consecutivos, perdendo apenas para ("U Drive Me Crazy"), que chegou a 26 dias seguidos no 1º lugar.  O vídeo ficou em # 60 nos 100 melhores vídeos da MuchMusic .  O vídeo estreou no TRL em 24 de janeiro de 2000.  Em 2018, Nicole Mastrogiannis do iHeartRadio classificou a aparição de Timberlake no vídeo como o top "Momentos icônicos de música dos anos 00". No mesmo ano, os críticos da Billboard classificaram o 21º lugar entre os "maiores videoclipes do século 21".
No YouTube, o vídeo acumulou mais de 179 milhões de visualizações até novembro de 2018.

## Na cultura popular
- O videoclipe de "Walks Like Rihanna", da banda britânica / irlandesa The Wanted parodia o vídeo da música.
- O refrão da música foi brevemente apresentado no filme X2, em uma cena em que Pyro toca a música do rádio no carro de Cyclops , enquanto ele, Wolverine , Rogue e Iceman estão indo para Boston .  No entanto, a música é muito alta e parece incomodar a todos (especialmente Wolverine), e, portanto, o Pyro rapidamente a desliga.
- A música foi destaque no episódio "My Mirror Image" no seriado de televisão Scrubs as Turk.
- A canção foi destaque no episódio "Last Straw" na série de televisão CSI: Miami .
- O videoclipe de "Like Nobody's Around", da boy band americana Big Time Rush, homenageia cinco canções de sucesso de cinco boy bands, incluindo The Temptations, The Jackson 5, New Kids on the Block, Backstreet Boys e NSYNC.  O videoclipe inclui elementos distintos do vídeo "Bye Bye Bye", incluindo o set, guarda-roupa e o logo do Big Time Rush no estilo do NSYNC.[22]
- A música foi apresentada no comercial de Bai5 exibido no Super Bowl LI.  Justin Timberlake e Christopher Walken, ex-membro do NSYNC, apareceram no anúncio, no qual Walken recitou o refrão da música de uma forma séria.  Timberlake é então visto sentado ao lado de Walken, enquanto a própria música começou a tocar, e as palavras "Bai Bai" aparecem na tela logo depois.[23]
- A música foi destaque na série animada The Simpsons no episódio Angry Dad: The Movie .
- A música também estrelou o filme romântico Crossroads, quando Lucy (interpretada pela então namorada de Timberlake, Britney Spears ) e suas amigas ouvem a música no carro de seu namorado.
- Está presente na trilha sonora do filme Deadpool & Wolverine, de 2024[24], sendo que Deadpool faz a coreografia de "Bye Bye Bye" ao som da canção na abertura do filme.[25]

## Prêmios e indicações
| Prêmio                                             | Resultado                      |
| MTV Video Music Awards de 2000                     | MTV Video Music Awards de 2000 |
| -------------------------------------------------- | ------------------------------ |
| Vídeo do Ano                                       | Nomeado                        |
| Melhor Vídeo de Grupo                              | Nomeado                        |
| Melhor Vídeo de Pop                                | Ganhou                         |
| Melhor Vídeo de Dance                              | Nomeado                        |
| Melhor Coreografia                                 | Ganhou                         |
| Escolha da Audiência                               | Ganhou                         |
| MuchMusic Video Music Awards 2000                  |                                |
| Peoples Choice: Favorite International Group       | Ganhou                         |
| Grammy Awards de 2001                              |                                |
| Record of the Year                                 | Nomeado                        |
| Best Pop Performance by a Duo or Group with Vocals | Nomeado                        |
| 2001 Nickelodeon Kids' Choice Awards               |                                |
| Favorite Song                                      | Nomeado                        |
| 2000 Teen Choice Awards                            |                                |
| Choice Music: Summer Song                          | Ganhou                         |
| Choice Music: Video                                | Ganhou                         |
| Choice Music: Single                               | Ganhou                         |
| Choice Music: Pop Group                            | Ganhou                         |

## Lista de músicas
- CD single

1. "Bye Bye Bye" - 3:19
2. "Bye Bye Bye" (Instrumental) - 3:19
3. "Poderia ser você" - 3:41

Remixes
1. "Bye Bye Bye" (Funk Remix de Teddy Riley) - .. 4:50
2. "Bye Bye Bye" (Teddy Riley's Club Remix) 5:28
3. "Bye Bye Bye" (Riprock 'n' Alex G. Club Remix) 6:32
4. "Bye Bye Bye" (Riprock 'n' Alex G. Club Remix Edição de Rádio) - 4:53
5. "Bye Bye Bye" (Dub Dano Horas de Sal Dano) - 8:30

## Créditos
Gravação
- Gravado no Battery Studios, NYC; Cove City Sound Studios, em Orlando, Flórida; e Cheiron Studios , Estocolmo, Suécia.

Produção
- Kristian Lundin - compositor, produtor
- Jake Schulze - compositor, produtor
- Andreas Carlsson - compositor
- Michael Tucker - engenheiro de gravação
- Bray Merritt - engenheiro assistente
- Esbjörn Öhrwall - guitarra
- Tom Coyne - masterização

## Desempenho nas tabelas musicais
| Chart (2000)                                   | Posição |
| ---------------------------------------------- | ------- |
| O campo songid é OBRIGATÓRIO PARA PARADA ALEMÃ | 4       |
| Austrália (ARIA)                               | 1       |
| Áustria (Ö3 Austria Top 75)                    | 12      |
| Bélgica (Ultratop 50 de Flandres)              | 7       |
| Bélgica (Ultratop 50 da Valônia)               | 21      |
| Canadá (Canadian Hot 100)                      | 1       |
| Canadá (Adult Contemporary)                    | 16      |
| Canadá (Dance/Urban)                           | 25      |
| Escócia (Scottish Singles Chart)               | 5       |
| Espanha (PROMUSICAE)                           | 7       |
| Estados Unidos (Billboard Hot 100)             | 4       |
| Estados Unidos (Billboard Adult Contemporary)  | 25      |
| Estados Unidos (Billboard Adult Top 40)        | 19      |
| Estados Unidos (Billboard Mainstream Top 40)   | 1       |
| Estados Unidos (Billboard Rhythmic)            | 2       |
| Finlândia (Suomen virallinen lista)            | 7       |
| França (SNEP)                                  | 46      |
| Irlanda (IRMA)                                 | 16      |
| Itália (FIMI)                                  | 7       |
| Nova Zelândia (Recorded Music NZ)              | 1       |
| Noruega (VG-lista)                             | 3       |
| Países Baixos (Dutch Top 40)                   | 4       |
| Países Baixos (Single Top 100)                 | 4       |
| Reino Unido (UK Singles Chart)                 | 3       |
| Reino Unido (OCC UK Indie)                     | 2       |
| Roménia (Romanian Top 100)                     | 9       |
| Suécia (Sverigetopplistan)                     | 3       |
| Suíça (Schweizer Hitparade)                    | 7       |
| União Europeia (European Hot 100)              | 5       |

| Chart (2014)                      | Posição |
| --------------------------------- | ------- |
| Nova Zelândia (Recorded Music NZ) | 14      |

| Chart (2000)                       | Posição |
| ---------------------------------- | ------- |
| Alemanha (Official German Charts)  | 50      |
| Austrália (ARIA)                   | 7       |
| Bélgica (Ultratop 50 Flanders)     | 50      |
| Estados Unidos (Billboard Hot 100) | 21      |
| Nova Zelândia (Recorded Music NZ)  | 26      |
| Países Baixos (Single Top 100)     | 60      |
| Roménia (Romanian Top 100)         | 62      |
| Suécia (Sverigetopplistan)         | 12      |
| Suíça (Schweizer Hitparade)        | 44      |
| União Europeia (Eurochart Hot 100) | 48      |

## Certificações
| Região               | Certificação | Vendas  |
| -------------------- | ------------ | ------- |
| Alemanha (BVMI)      | Ouro         | 250,000 |
| Austrália (ARIA)     | Platina      | 70,000  |
| Nova Zelândia (RMNZ) | Platina      | 10,000  |
| Reino Unido (BPI)    | Ouro         | 400,000 |